# Mercado de Norwich

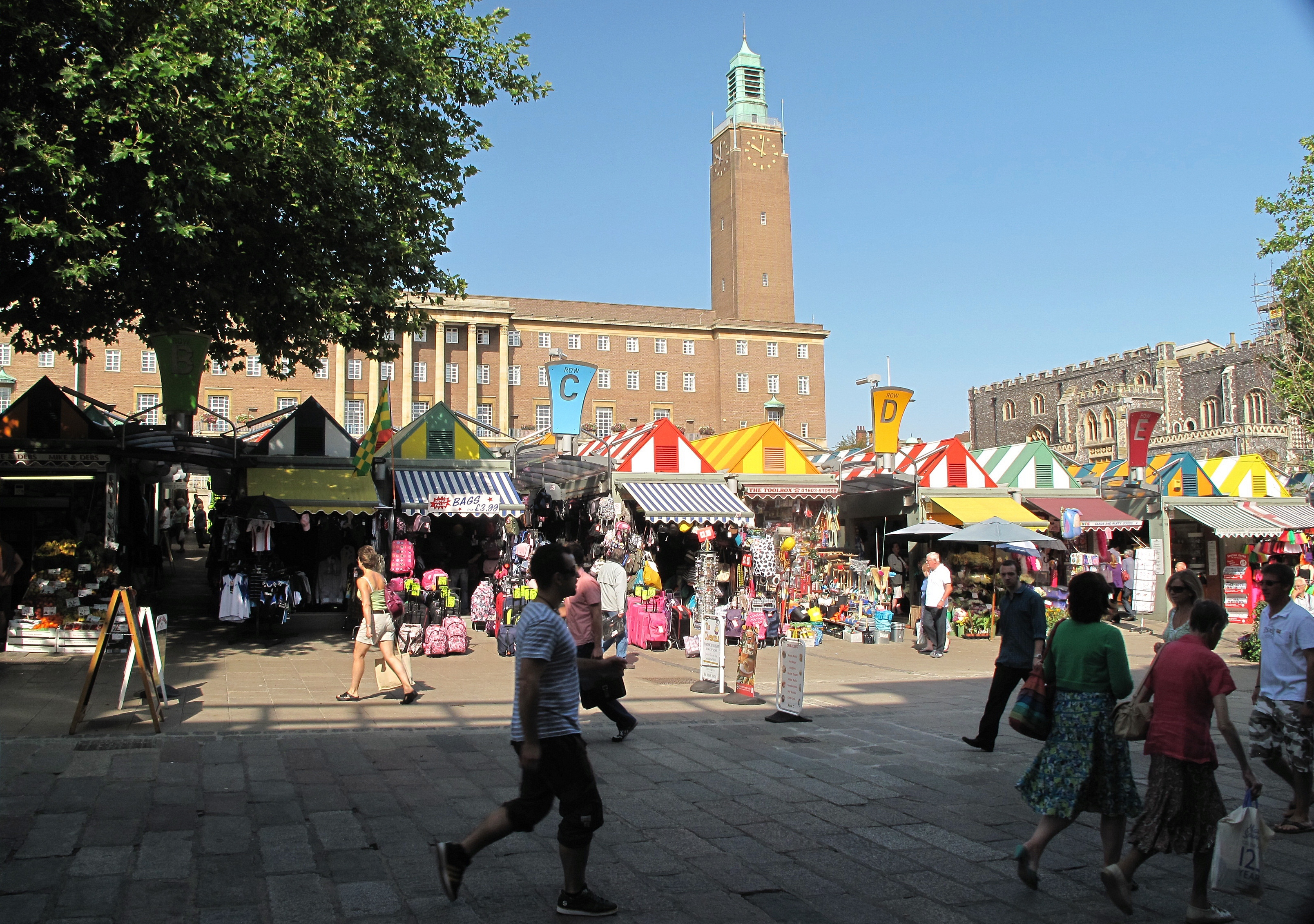
O Mercado de Norwich em 2009. A área pavimentada em frente ao mercado, hoje conhecida como Gentleman's Walk, antigamente era reservada para pequenos proprietários que vendiam em bancas temporárias. Desde 1938, a praça do mercado é controlada pela Art Deco City Hall (centro) e a Guildhall do século XV (direita).

Norwich Market (também conhecido como Mercado de Prestação de Norwich) é um mercado ao ar livre inglês composto por cerca de 200 bancas no centro de Norwich. Fundado na segunda metade do século XI para suprir os comerciantes e colonizadores normandos que se mudaram para a região após a conquista normanda da Inglaterra, substituiu um mercado anterior a uma curta distância. Está em operação no atual local há mais de 900 anos.
No século XIV, Norwich era uma das maiores e mais prósperas cidades na Inglaterra, e o Mercado de Norwich era um importante centro comercial. O controle e a renda do mercado foram cedidos pela monarquia à cidade de Norwich em 1341, época a partir da qual forneceu uma significativa fonte de renda para o governo local. Livre do controle real, o mercado foi reorganizado para beneficiar a cidade o máximo possível. Norwich e região circunvizinha foram devastadas pela peste e fome na segunda metade do século XIV, com a população caindo em mais de 50%. Após os anos da peste, Norwich ficou sob o controle dos comerciantes locais e a economia foi reconstruída. No início do século XV, uma guildhall (prefeitura) foi construída ao lado do mercado para servir de sede para o governo local e para as autoridades judiciais. O maior edifício cívico medieval sobrevivente na Grã-Bretanha fora de Londres, permaneceu como sede do governo local até 1938 e em uso como um tribunal de justiça até 1985.